# Likabehandlingsprincipen
Ej att förväxla med likhetsprincipen.
Likabehandlingsprincipen är en allmän princip inom europeisk unionsrätt som innebär att personer och företag från en medlemsstat inom Europeiska unionen inte får diskrimineras i en annan. En unionsmedborgare har till exempel rätt att ta anställning i en annan medlemsstat än den där han eller hon är medborgare på samma villkor som de inhemska medborgarna i den medlemsstaten. Enligt rättspraxis fastställd av EU-domstolen innebär likabehandlingsprincipen att lika fall inte får behandlas olika och att olika fall inte får behandlas lika, såvida det inte finns sakliga skäl för en sådan behandling.
Likabehandlingsprincipen ligger till grund för flera centrala rättsakter gällande de fyra friheterna, fri rörlighet för varor, tjänster, personer och kapital.